# Ogbomosho
Ogbomosho (también reconocida como Ogbomoso) es una ciudad del sudoeste de Nigeria, en el estado de Oyo. Fue fundada alrededor del año 1600. La población era de aproximadamente 645.000 habitantes en 1991, con una proyección para 2005 de 1.200.000 habitantes. Étnicamente está compuesta principalmente por nativos yorubas. Su principal sustento económico es la agricultura de ñame, mandioca, maíz y tabaco.